# Premiul César pentru cel mai bun actor
Aceasta este o listă cu câștigătorii și cu nominalizările Premiului César pentru cel mai bun actor:

## Anii 1970
- 1976: Philippe Noiret pentru Pușca veche
  - Gérard Depardieu pentru Sept morts sur ordonnance
  - Victor Lanoux pentru Cousin, cousine
  - Jean-Pierre Marielle pentru Les Galettes de Pont-Aven

- 1977: Michel Galabru pentru Le Juge et l'Assassin
  - Alain Delon pentru Monsieur Klein
  - Gérard Depardieu pentru La Dernière femme
  - Patrick Dewaere pentru La Meilleure Façon de marcher

- 1978: Jean Rochefort pentru  Le Crabe-tambour
  - Alain Delon pentru Alibi pentru un prieten
  - Charles Denner pentru L'Homme qui aimait les femmes
  - Gérard Depardieu pentru Dites-lui que je l'aime
  - Patrick Dewaere pentru Judecătorul Fayard zis „Șeriful”

- 1979: Michel Serrault pentru La Cage aux folles
  - Claude Brasseur pentru Une histoire simple
  - Jean Carmet pentru Le Sucre
  - Gérard Depardieu pentru  Le Sucre

## Anii 1980
- 1980: Claude Brasseur pentru La guerre des polices
  - Patrick Dewaere pentru Série noire
  - Yves Montand pentru I... de la Icar
  - Jean Rochefort pentru Courage, fuyons

- 1981: Gérard Depardieu pentru Ultimul metrou
  - Patrick Dewaere pentru Un mauvais fils
  - Philippe Noiret pentru Pile ou face
  - Michel Serrault pentru La Cage aux folles II

- 1982: Michel Serrault pentru Garde à vue
  - Patrick Dewaere pentru Beau-père
  - Philippe Noiret pentru Curățenie la sânge (Coup de torchon)
  - Michel Piccoli pentru Une étrange affaire

- 1983: Philippe Léotard pentru Trădarea
  - Gérard Depardieu pentru Danton
  - Gérard Lanvin pentru Tir groupé
  - Lino Ventura pentru Les Misérables

- 1984: Coluche pentru Tchao Pantin
  - Gérard Depardieu pentru Les Compères
  - Yves Montand pentru Garçon !
  - Michel Serrault pentru Mortelle randonnée
  - Alain Souchon pentru L'Été meurtrier

- 1985: Alain Delon pentru Notre histoire
  - Gérard Depardieu pentru Fort Saganne
  - Louis Ducreux pentru Un dimanche à la campagne
  - Philippe Noiret pentru Les Ripoux
  - Michel Piccoli pentru La Diagonale du fou

- 1986: Christophe Lambert pentru Subway
  - Gérard Depardieu pentru Police
  - Robin Renucci pentru Escalier C
  - Michel Serrault pentru On ne meurt que deux fois
  - Lambert Wilson pentru Rendez-vous

- 1987: Daniel Auteuil pentru Jean de Florette / Manon des sources
  - Jean-Hugues Anglade pentru 37°2 le matin
  - Michel Blanc pentru Tenue de soirée
  - André Dussolier pentru Mélo
  - Christophe Malavoy pentru La Femme de ma vie

- 1988:  Richard Bohringer pentru Le Grand Chemin
  - Jean Carmet pentru Miss Mona
  - Gérard Depardieu pentru Sous le soleil de Satan
  - Gérard Jugnot pentru Tandem
  - Christophe Malavoy pentru De guerre lasse
  - Jean Rochefort pentru Tandem

- 1989: Jean-Paul Belmondo pentru Itinéraire d'un enfant gâté
  - Richard Anconina pentru Itinéraire d'un enfant gâté
  - Daniel Auteuil pentru Quelques jours avec moi
  - Jean-Marc Barr pentru Le Grand Bleu
  - Gérard Depardieu pentru Camille Claudel

## Anii 1990
- 1990: Philippe Noiret pentru La Vie et rien d'autre
  - Jean-Hugues Anglade pentru Nocturne indien
  - Michel Blanc pentru Monsieur Hire
  - Gérard Depardieu pentru Trop belle pour toi
  - Hippolyte Girardot pentru Un monde sans pitié
  - Lambert Wilson pentru Hiver 54, l'abbé Pierre

- 1991: Gérard Depardieu pentru Cyrano de Bergerac
  - Daniel Auteuil pentru Lacenaire
  - Fabrice Luchini pentru La Discrète
  - Michel Piccoli pentru Milou en mai
  - Jean Rochefort pentru Le Mari de la coiffeuse
  - Michel Serrault pentru Docteur Petiot

- 1992: Jacques Dutronc pentru Van Gogh
  - Hippolyte Girardot pentru Hors la vie
  - Gérard Jugnot pentru Une époque formidable
  - Jean-Pierre Marielle pentru Tous les matins du monde
  - Michel Piccoli pentru La Belle Noiseuse

- 1993: Claude Rich pentru Le Souper
  - Daniel Auteuil pentru Un cœur en hiver
  - Richard Berry pentru Le petit prince a dit
  - Claude Brasseur pentru Le Souper
  - Vincent Lindon pentru La Crise

- 1994: Pierre Arditi pentru Smoking/No smoking
  - Daniel Auteuil pentru Ma saison préférée
  - Michel Boujenah pentru Le nombril du monde
  - Christian Clavier pentru Vizitatorii (Les Visiteurs)
  - Jean Reno pentru Vizitatorii

- 1995: Gérard Lanvin pentru Le Fils préféré
  - Daniel Auteuil pentru La séparation
  - Gérard Depardieu pentru Le Colonel Chabert
  - Jean Reno pentru Léon
  - Jean-Louis Trintignant pentru Trei culori: Roșu

- 1996: Michel Serrault pentru Nelly et Monsieur Arnaud
  - Vincent Cassel pentru La haine
  - Alain Chabat pentru Gazon maudit
  - François Cluzet pentru Les Apprentis
  - Jean-Louis Trintignant pentru Fiesta

- 1997: Philippe Torreton pentru Căpitanul Conan
  - Daniel Auteuil pentru Le Huitième Jour
  - Charles Berling pentru Ridicule
  - Fabrice Luchini pentru Beaumarchais, l'insolent
  - Patrick Timsit pentru Pédale douce

- 1998: André Dussollier pentru On connaît la chanson
  - Daniel Auteuil pentru Le Bossu
  - Charles Berling pentru Nettoyage à sec
  - Alain Chabat pentru Didier
  - Patrick Timsit pentru Le Cousin

- 1999: Jacques Villeret pentru Le Dîner de cons
  - Charles Berling pentru L'ennui
  - Jean-Pierre Darroussin pentru Le Poulpe
  - Antoine De Caunes pentru L'homme est une femme comme les autres
  - Pascal Greggory pentru Ceux qui m'aiment prendront le train

## Anii 2000
- 2000: Daniel Auteuil pentru La Fille sur le pont
  - Jean-Pierre Bacri pentru Kennedy et moi
  - Albert Dupontel pentru La Maladie de Sachs
  - Vincent Lindon pentru Ma petite entreprise
  - Philippe Torreton pentru Ça commence aujourd'hui

- 2001: Sergi López pentru Harry, un ami qui vous veut du bien
  - Jean-Pierre Bacri pentru Le Goût des autres
  - Charles Berling pentru Les Destinées sentimentales
  - Bernard Giraudeau pentru Une affaire de goût
  - Pascal Greggory pentru La Confusion des genres

- 2002: Michel Bouquet pentru Comment j'ai tué mon père
  - Eric Caravaca pentru La chambre des officiers
  - Vincent Cassel pentru Sur mes lèvres
  - André Dussollier pentru Tanguy
  - Jacques Dutronc pentru C'est la vie

- 2003: Adrien Brody pentru Pianistul
  - Daniel Auteuil pentru L'adversaire
  - François Berléand pentru Mon idole
  - Bernard Campan pentru Se souvenir des belles choses
  - Mathieu Kassovitz pentru Amen.

- 2004: Omar Sharif pentru Monsieur Ibrahim et les fleurs du Coran
  - Daniel Auteuil pentru Après vous
  - Jean-Pierre Bacri pentru Les Sentiments
  - Gad Elmaleh pentru Chouchou
  - Bruno Todeschini pentru Son frère

- 2005: Mathieu Amalric pentru Rois et reine
  - Daniel Auteuil pentru 36 quai des orfèvres
  - Gérard Jugnot pentru Les Choristes
  - Benoît Poelvoorde pentru Podium
  - Philippe Torreton pentru L'Équipier

- 2006: Michel Bouquet pentru Le Promeneur du Champ-de-Mars
  - Patrick Chesnais pentru Je ne suis pas là pour être aimé 
  - Romain Duris pentru De battre mon cœur s'est arrêté
  - José Garcia pentru Le Couperet
  - Benoît Poelvoorde pentru Entre ses mains

- 2007: François Cluzet pentru Ne le dis à personne
  - Michel Blanc pentru Vă găsesc fermecător
  - Alain Chabat pentru Mireasă de împrumut
  - Gérard Depardieu pentru Quand j'étais chanteur
  - Jean Dujardin pentru OSS 117 - Le Caire, nid d'espion

- 2008: Mathieu Amalric pentru Le scaphandre et le papillon
  - Michel Blanc pentru Les Témoins
  - Jean-Pierre Darroussin pentru Dialogue avec mon jardinier
  - Vincent Lindon pentru Ceux qui restent
  - Jean-Pierre Marielle pentru Faut que ça danse!

- 2009: Vincent Cassel pentru L'ennemi public n°1
  - François-Xavier Demaison pentru Coluche, l'histoire d'un mec
  - Guillaume Depardieu pentru Versailles
  - Albert Dupontel pentru Love Me No More
  - Jacques Gamblin pentru The First Day of the Rest of Your Life

## Anii 2010
- 2010: Tahar Rahim pentru Un prophète
  - Yvan Attal pentru Rapt
  - Francois Cluzet pentru A l’Origine
  - Francois Cluzet pentru Le Dernier pour la Route
  - Vincent Lindon pentru Welcome

- 2011 : Éric Elmosnino pentru rolul lui Serge Gainsbourg în Gainsbourg, vie héroïque
  - Gérard Depardieu pentru rolul lui Serge Pilardosse în Mammuth
  - Romain Duris pentru rolul lui Alex Lippi în L'Arnacœur
  - Jacques Gamblin pentru rolul lui Arthur Martin în Le Nom des gens
  - Lambert Wilson pentru rolul lui Christian în Des hommes et des dieux

- 2012 : Omar Sy pentru rolul lui Driss în Intouchables
  - Sami Bouajila pentru rolul lui Omar Raddad în Omar m'a tuer
  - François Cluzet pentru rolul lui Philippe în Intouchables
  - Jean Dujardin pentru rolul lui George Valentin în Artistul
  - Olivier Gourmet pentru rolul lui Bertrand Saint-Jean în L'Exercice de l'État
  - Denis Podalydès pentru rolul lui Nicolas Sarkozy în La Conquête
  - Philippe Torreton pentru rolul lui Alain Marécaux în Présumé Coupable

- 2013 : Jean-Louis Trintignant pentru rolul lui Georges în Amour
  - Jean-Pierre Bacri pentru rolul lui Damien Hauer în Cherchez Hortense
  - Patrick Bruel pentru rolul lui Vincent Larchet în Le Prénom
  - Denis Lavant pentru rolul Monsieur Oscar în Holy Motors
  - Vincent Lindon pentru rolul lui Alain Evrard în Quelques heures de printemps
  - Fabrice Luchini pentru rolul lui Germain Germain în  Dans la maison
  - Jérémie Renier pentru rolul lui Claude François în Cloclo

- 2014 : Guillaume Gallienne pentru rolul lui Guillaume & Maman în Les Garçons et Guillaume, à table !
  - Mathieu Amalric pentru rolul lui Thomas în La Vénus à la fourrure
  - Michel Bouquet pentru rolul lui Auguste Renoir în Renoir
  - Albert Dupontel pentru rolul lui Bob Nolan în 9 mois ferme
  - Grégory Gadebois pentru rolul lui Frédi în Mon âme par toi guérie
  - Fabrice Luchini pentru rolul lui Serge Tanneur în Alceste à bicyclette
  - Mads Mikkelsen pentru rolul lui Michael Kohlhaas în Michael Kohlhaas

- 2015 : Pierre Niney  pentru rolul lui Yves Saint Laurent în Yves Saint Laurent
  - Niels Arestrup pentru rolul lui Dietrich von Choltitz în Diplomatie
  - Guillaume Canet pentru rolul lui Franck în La prochaine fois je viserai le cœur
  - François Damiens pentru rolul lui Rodolphe Bélier în La Famille Bélier
  - Romain Duris pentru rolurile lui David și al Virginiei în Une nouvelle amie
  - Vincent Lacoste pentru rolul lui Benjamin în Hippocrate
  - Gaspard Ulliel pentru rolul lui Yves Saint Laurent în Saint Laurent

- 2016 : Vincent Lindon pentru rolul lui Thierry în La Loi du marché
  - Jean-Pierre Bacri pentru rolul lui François Sim în La Vie très privée de Monsieur Sim
  - Vincent Cassel pentru rolul lui Georgio în Mon roi
  - François Damiens pentru rolul lui François în Les Cowboys
  - Gérard Depardieu pentru rolul lui Gérard în Valley of Love
  - Antonythasan Jesuthasan pentru rolul lui Dheepan în Dheepan
  - Fabrice Luchini pentru rolul lui Michel Racine în L'Hermine

- 2017 : Gaspard Ulliel pentru rolul lui Louis în Juste la fin du monde
  - François Cluzet pentru rolul lui Jean-Pierre Werner în Médecin de campagne
  - Pierre Deladonchamps pentru rolul lui Mathieu în Le Fils de Jean
  - Nicolas Duvauchelle pentru rolul lui Eddie în Je ne suis pas un salaud
  - Fabrice Luchini pentru rolul lui André Van Peteghem în Ma Loute
  - Pierre Niney pentru rolul lui Adrien Rivoire în Frantz
  - Omar Sy pentru rolul lui Rafael Padilla, zis "Chocolat" în Chocolat

- 2018 : Swann Arlaud pentru rolul lui Pierre în Petit Paysan
  - Daniel Auteuil pentru rolul lui Pierre Mazard în Le Brio
  - Jean-Pierre Bacri pentru rolul lui Max Angeli în Le Sens de la fête
  - Guillaume Canet pentru rolul său propriu în Rock'n Roll
  - Albert Dupontel pentru rolul lui Albert Maillard în Au revoir là-haut
  - Louis Garrel pentru rolul lui Jean-Luc Godard în Le Redoutable
  - Reda Kateb pentru rolul lui Django Reinhardt în Django

- 2019 : Alex Lutz pentru rolul lui Guy Jamet dans Guy
  - Édouard Baer pentru rolul marchziului des Arcis  în Mademoiselle de Joncquières
  - Romain Duris pentru rolul lui Olivier în Nos batailles
  - Vincent Lacoste pentru rolul lui David în Amanda
  - Gilles Lellouche pentru rolul lui Jean în Pupille
  - Pio Marmaï pentru rolul lui Antoine Parent în En liberté !
  - Denis Ménochet pentru rolul lui Antoine Besson în Jusqu'à la garde

## Anii 2020
- 2020 : Roschdy Zem pentru rolul lui Yacoub Daoud în Roubaix, une lumière
  - Daniel Auteuil pentru rolul lui Victor în La Belle Époque
  - Damien Bonnard pentru rolul lui Stéphane în Les Misérables
  - Vincent Cassel pentru rolul lui Bruno Haroche în Hors Normes
  - Jean Dujardin pentru rolul lui Marie-Georges Picquart în J'accuse
  - Reda Kateb pentru rolul lui Malik în Hors normes
  - Melvil Poupaud pentru rolul lui Alexandre Guérin în Grâce à Dieu

- 2021 : Sami Bouajila pentru rolul lui Fares dans Un fils
  - Jonathan Cohen pentru rolul lui Frédéric dans Énorme
  - Albert Dupontel pentru rolul lui JB dans Adieu les cons
  - Niels Schneider pentru rolul lui Maxime dans Les Choses qu'on dit, les choses qu'on fait
  - Lambert Wilson pentru rolul lui Charles de Gaulle dans De Gaulle

## Vezi și
- César pentru cel mai bun actor în rol secundar
- César pentru cea mai bună actriță